# Cybianthus guyanensis
Cybianthus guyanensis (A.DC.) Miq. – gatunek roślin z rodziny pierwiosnkowatych (Primulaceae). Występuje naturalnie w Wenezueli, Gujanie, Surinamie, Gujanie Francuskiej, Ekwadorze, Peru oraz Brazylii (w stanach Acre, Amazonas, Amapá, Pará, Rondônia, Roraima i Mato Grosso). 

## Morfologia
PokrójZimozielone drzewo lub krzew.
LiścieBlaszka liściowa ma eliptyczny lub odwrotnie jajowaty kształt. Mierzy 8 cm długości oraz 4 cm szerokości, jest całobrzega, ma stłumioną nasadę i ostry wierzchołek. Ogonek liściowy jest owłosiony i ma 15 mm długości.
KwiatyObupłciowe, zebrane w gronach wyrastających z kątów pędów. Mają 4 działki kielicha o owalnie trójkątnym kształcie i dorastające do 1 mm długości. Płatki są 4, są owalne i mają 2–3 mm długości.

## Biologia i ekologia
Rośnie w lasach oraz na brzegach cieków wodnych. Występuje na wysokości do 200 m n.p.m.

## Zmienność
W obrębie tego gatunku oprócz podgatunku nominatywnego wyróżniono jeden podgatunek:
- C. guyanensis subsp. pseudoicacoreus (Miq.) Pipoly